# Csáky Zsigmond
Csáky Zsigmond (Medgyes, 1665. szeptember 20. – Buda, 1738. június 8.) magyar főnemes, 1706-tól 1738-ig tárnokmester.

## Élete
Csáky István országbíró fiaként született. Szepes és Abaúj vármegyék főispáni, illetve Szendrő vár örökös kapitányi tisztségét töltötte be. 1706-tól haláláig, 33 éven át tárnokmester. 1732-ben ő iktatta be Lotharingi Ferencet a pestmegyei főispánságba.